# Iglesia parroquial de la Asunción de Luque
La iglesia parroquial de la Asunción de Luque es un templo católico ubicado en el municipio español de Luque, en Andalucía.

## Historia
Las primeras referencias al templo se remontan a 1567, cuando el obispo Cristóbal de Rojas y Sandoval mandó la construcción de la nueva parroquia tras visitar la villa, destruyendo en su lugar las iglesias medievales de Santa María y Santa Cruz que se encontraban en malas condiciones. Se contrató al cantero Sebastián de Peñarredonda, socio de Hernán Ruiz II, y al maestro de obras Bartolomé Ruiz. No obstante, al poco de comenzar las obras, en 1572, el obispo empezó a desconfiar del arquitecto, probablemente por el parón de las obras que se prolongó hasta 1576, llegando hasta su destitución, ya que en 1577 ya aparece Hernán Ruiz III como nuevo maestro mayor. Las obras continuaron a buena marcha hasta el obispado de Antonio de Pazos y Figueroa (1582-86), quien comenzó a tener enfrentamientos con Hernán Ruiz III por su carácter atrevido y aventurero.
En 1592 el canónigo Diego López de Fromesta celebró por primera vez misa en el interior a pesar de estar inconclusa la iglesia, que se abrirá a los feligreses en 1598.
La iglesia se compuso de tres naves, con una central recubierta con techumbre de madera de mediados del siglo XVII, obra de los carpinteros Pedro Palomino y Luis de Valverde, quienes reutilizaron la madera de la antigua iglesia de Santa Cruz.

## Retablo
El retablo es uno de los primeros de la provincia de Córdoba que utiliza la columna salomónica. En la calle central, y bajo un arco, se encuentra la imagen de la titular del templo: la Asunción de María y el tabernáculo, obra del artista granadino Agustín Roldán añadido en 1769; a ambos lados, San Bartolomé y Santiago. En el segundo cuerpo, en el centro se exhibe un Calvario, mientras que en las hornacinas laterales se encuentran San Pedro y San Pablo.
Acisclo Manuel Muñoz realizó el retablo en 1678, mientras que parte de las esculturas las realizó Manuel de Miranda en 1683, que no llegó a cumplir el contrato y se terminaron por Atanasio Tribaldos en 1705. No obstante, una inscripción localizada en el retablo fija su conclusión el 23 de mayo de 1685. Entre los años 1989 y 1992 se procedió a la restauración del retablo.